# فريدريك أدلر
فريدريك أدلر (بالألمانية: Friedrich Adler)‏ (و. 1827 – 1908 م) هو مهندس معماري، وعالم آثار، ومؤرخ الفن، ومؤرخ معماري من ألمانيا . ولد في برلين.
وهو عضو في المعهد الألماني للآثار .
توفي في برلين.

## أعمال بارزة
من أهم أعماله:
- St. Thomas church.

## روابط خارجية
- فريدريك أدلر على موقع الموسوعة البريطانية (الإنجليزية)